# 小宮山綏介
小宮山 綏介（こみやま やすすけ、1830年2月10日（文政13年1月17日） - 1896年（明治29年）12月24日）は水戸藩士（大番組・東扱郡奉行・弘道館助教）で後期水戸学の代表格。明治時代前期の代表的な漢学者、地理学者、歴史学者、中国史学者。維新後に官吏を経て慶應義塾大学文学科・理財科・法律科教授。号は南梁、字は伯亀、幼名を酒之介、名は昌玄。

## 経歴
代々儒学をもって水戸に仕えた藩士・小宮山昌堅の子として誕生。祖父は『大日本史』編纂に従事した小宮山楓軒。弟は小説家・新聞記者の小宮山天香。幼少時に足を患う。安政5年（1857年）の父の死により家督200石を継ぎ、小普請組となる。慶応元年（1865年）に大番格をもって弘道館助教、翌3月郡奉行に任ぜられたが、藩内の権力闘争が激しくなり、諸生党と天狗党の「弘道館の戦」に連座して4年間の幽閉を命ぜられる。
1874年（明治7年）に上京して大蔵省から東京府の史職として聘され、東京府地理志編纂総修となる。明治22年（1889年）に「江戸会」を発足させ、栗本鋤雲、内藤耻叟、高瀬眞卿らを幹事として迎え、『江戸会雑誌』（『江戸会誌』）を創刊。幕府の制度および沿革、外交、財務、宗教等のほか江戸時代の学術、社会の組織、風俗等江戸時代の歴史を深く掘り下げ、のちに小宮山は『江戸旧事考』、『江戸会編纂雑誌集成』を発刊するに至る。旧幕府人たちの江戸への懐古であり、武家生活への郷愁を集成した。
1890年（明治23年）に慶應義塾大学部が発足するにあたって講師に就任し、1896年（明治29年）まで在任。法律科・理財科では「日本経済」を、文学科では「漢文学」を担当する。講義の様子は『時事新報』に掲載されており、老子や呉子、孫子、列子の講義や詩経の講義等、中国古典の注釈本を精力的に出版。代表的な著書である『韓非子講義』を公刊した。また、慶應義塾内にオフィスのあった日本亜細亜協会(Asiatic Society of Japan)内の、古文書機関・民族誌委員会(The Committee of Ethnography)という組織で、その解読に尽力した。『徳川太平記』と福澤諭吉が尊敬していた大槻磐水・緒方洪庵及び青木昆陽から中村敬宇までを論じた『洋学大家列伝』は小宮山の没後に書生たちが完成させた。
1890年（明治23年）から皇典研究所の『古事類苑』編纂に、栗田寛・久米幹文・小中村義象・落合直文・萩野由之・増田于信・松本愛重・宮地厳夫・深江達広・内藤耻叟と共に参加。のち副編修となる。墓所は青山霊園(1ロ19-5)。

## 著書
- 国立国会図書館蔵書
  - 『南梁年録』
- 近代デジタルライブラリー
  - 『韓非子講義』
  - 『近世豪傑譚』
  - 『詩経講義』
  - 『天正日記』
  - 『徳川太平記』
  - 『日本貨幣年表』
  - 『老子・列子・孫子・呉子講義』
- その他
  - 『洋学大家列伝』 博文館 1897年